# Simone Marsili
Simone (Siro) Marsili (Foligno, 21 settembre 1933 – 8 novembre 2013) è stato un calciatore italiano, di ruolo difensore.

## Carriera
Dopo gli esordi tra i dilettanti con il Foligno, debutta in Serie B nel 1954-1955 con il Como, disputando sei campionati e totalizzando 123 presenze.
Nel 1960 si trasferisce all'Akragas, dove gioca quattro campionati di Serie C.